# Saint-Pellerin, Eure-et-Loir

Saint-Pellerin este o comună în departamentul Eure-et-Loir, Franța. În 1 ianuarie 2018 avea o populație de 342 de locuitori.